# Северное сельское поселение (Шегарский район)
Северное се́льское поселе́ние — муниципальное образование в Шегарском районе Томской области Российской Федерации.
Административный центр — село Монастырка.

## История
Статус и границы сельского поселения установлены Законом Томской области от 10 сентября 2004 года № 206-ОЗ «О наделении статусом муниципального района, сельского поселения и установлении границ муниципальных образований на территории Шегарского района»

## Население
| 2002  | 2010  | 2012  | 2013  | 2014  | 2015  | 2016  |
| ----- | ----- | ----- | ----- | ----- | ----- | ----- |
| 2181  | ↘1796 | ↘1750 | ↘1730 | ↘1724 | ↘1693 | ↘1662 |
| 2017  | 2018  | 2019  | 2020  | 2021  |       |       |
| ↘1640 | ↗1642 | ↘1594 | ↘1584 | ↘1480 |       |       |

## Состав сельского поселения
| № | Населённый пункт | Тип населённого пункта       | Население |
| - | ---------------- | ---------------------------- | --------- |
| 1 | Балашовка        | деревня                      | ↘15       |
| 2 | Гусево           | село                         | ↘421      |
| 3 | Дегтярёвка       | деревня                      | ↘56       |
| 4 | Жарковка         | деревня                      | ↗41       |
| 5 | Михайловка       | деревня                      | ↗21       |
| 6 | Монастырка       | село, административный центр | ↘528      |
| 7 | Новоильинка      | село                         | ↘214      |
| 8 | Подоба           | деревня                      | ↘73       |
| 9 | Федораевка       | село                         | ↘111      |